# إليوت لست
إليوت لست (بالإنجليزية: Elliott List) (12 مايو 1997 بلندن في المملكة المتحدة - ) هو لاعب كرة قدم بريطاني في مركز الوسط. لعب مع نادي غيلينغهام.

## وصلات خارجية
- إليوت لست على موقع قاعدة بيانات كرة القدم.إي يو (الإنجليزية)
- إليوت لست على موقع Soccerbase.com (لاعب) (الإنجليزية)
- إليوت لست على موقع Soccerway.com (الإنجليزية)
- إليوت لست على موقع عالم كرة القدم.نت (الإنجليزية)
- إليوت لست على موقع GSA (الإنجليزية)